# 南京城市足球俱乐部
南京城市足球俱乐部，原名南京枫帆足球俱乐部，是一支位于南京的中甲球队，成立于2014年12月29日。

## 历史
2018年9月11日，成为全国社会足球品牌青训机构（2018-2020）。2019年11月20日，与南京市足球运动学校就南京市07-08年龄组足球队联合培养、联合组训签约。2019年，获得中国足球协会会员协会冠军联赛冠军，晋级中国足球乙级联赛。2020年获得中乙联赛季军，递补进入2021赛季中甲联赛。